# Волосівська сільська рада (Надвірнянський район)
| Волосівська сільська рада — орган місцевого самоврядування у Надвірнянському районі Івано-Франківської області з адміністративним центром у с. Волосів. Водоймища на території, підпорядкованій даній раді: річка Стримба. Сільській раді підпорядковані населені пункти: - с. Волосів — населення 1 601 ос.; площа 20,086 км² |

## Склад ради
Рада складається з 16 депутатів та голови.

### Керівний склад ради
| ПІБ                      | Основні відомості                                                 | Дата обрання | Дата звільнення |
| ------------------------ | ----------------------------------------------------------------- | ------------ | --------------- |
| Степан Васильович Федюк  | Сільський голова, 1963 року народження, освіта, безпартійний      | 26.03.2006   | 31.10.2010      |
| Ігор Ярославович Бариляк | Сільський голова, 1971 року народження, освіта вища, безпартійний | 31.10.2010   |                 |

Примітка: таблиця складена за даними джерела